# Erythropitta venusta
La pita graciosa (Erythropitta venusta) es una especie de ave paseriforme de la familia Pittidae endémica de Sumatra, Indonesia.

## Distribución y hábitat
Su hábitat natural son las selvas tropicales húmedas de las montañas del oeste de Sumatra. Se encuentra amenazada por la pérdida de hábitat.